# Mohamed Kader Touré
Mohamed Abdel-Kader Coubadja-Touré, o simplement Mohamed Kader, (Sokode, 8 d'abril de 1979) és un futbolista togolès de la dècada de 2000.

## Trajectòria esportiva
Fou internacional amb la selecció de futbol de Togo, a la qual ajudà a classificar-se pel Mundial de 2006. Kader fou l'autor del primer gol de la selecció en una fase final d'un Mundial. També fou l'únic gol marcat per la selecció en tota la competició. També disputà les Copes d'Àfrica dels anys 1998, 2000, 2002 i 2006. Pel que fa a clubs, jugà a l'Étoile Filante de Lomé, passant més tard al CA Bizertin de Tunísia, fins al 1998, en què fitxà per l'AC Parma italià. El 2003/04 marcà 19 gols en 35 partits al Servette FC de Ginebra, essent escollit millor jugador togolès a l'estranger. De 2005 a 2008 jugà a l'En Avant Guingamp de França.